# Scalidognathus montanus
Scalidognathus montanus là một loài nhện trong họ Idiopidae.
Loài này thuộc chi Scalidognathus. Scalidognathus montanus được Mary Agard Pocock miêu tả năm 1900.